# Free-Flow-Elektrophorese
Die Free-flow-Elektrophorese (auch trägerfreie Elektrophorese oder Freifluss-Elektrophorese genannt) ist eine kontinuierliche (semi)präparative elektrophoretische Trennmethode der Biochemie, die insbesondere zur Gewinnung gereinigter Proteine, Proteinkomplexe, Peptide, DNA-Origami und Organellen in größeren Mengen dient, wie sie für präparative Verfahren zur Verfügung stehen müssen.

## Eigenschaften
Typische Anwendungen für die Free Flow Elektrophorese (FFE) sind die Auftrennung von komplexen Proteingemischen, Isolierung von Proteinisoformen und die Aufreinigung von Partikeln, Organellen oder Zellen zur weiteren Analytik. Ein Vorteil der FFE Methode ist, dass die Trennung sehr schnell und schonend in wässrigem Medium erfolgt und keine Interaktion mit einer festen Matrix, wie zum Beispiel Polyacrylamid bei der Gelelektrophorese, stattfindet. Somit ist die Wiederfindungsrate vergleichsweise hoch, da theoretisch keine Analyten verlorengehen.
Die FFE Trennungen laufen stets kontinuierlich ab, dadurch ist es möglich, große Mengen der Analyten aufzureinigen. Bei kommerziellen Systemen liegt der Durchsatz zwischen ein bis vier Milligramm der Probe pro Stunde.
Des Weiteren können die Trennungen für Proteine sowohl mit Erhaltung der ursprünglichen Konformation als auch denaturierend durchgeführt werden.

## Verfahren
Ein gleichmäßiger, laminarer Flüssigkeitsstrom wird durch zwei Platten geleitet, wobei er am Ende der Platten in parallel angeordnete, gleichartige Kapillarröhrchen einfließt und von dort in Auffanggefäße, meist Mikrotiterplatten geleitet wird. 

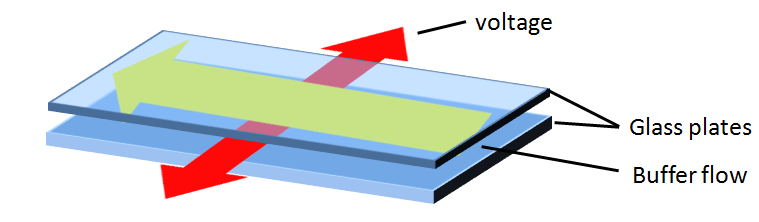
Schematische Funktionsweise der Free Flow Elektrophorese

 Quer zur Fließrichtung wird eine elektrische Spannung an die gepufferte Lösung angelegt. Wenn an der Probenaufgabestelle eine Proteinlösung eingeschleust wird, werden die Proteine während des Transports durch die Trennkammer gemäß Ladungsdichte oder dem isoelektrischen Punkt aufgetrennt, so dass sie in verschiedenen Kapillarröhrchen landen. Bei geeigneter Standardisierung und Kontrolle aller Parameter eignet sich das Verfahren als kontinuierliche Methode für die Präparation größerer Mengen unterschiedlich geladener Moleküle.
Es lassen sich verschiedene elektrophoretische Verfahren in der Trennkammer anwenden:
- Isoelektrische Fokussierung, Trennung erfolgt nach dem isoelektrischen Punkt
- Zonenelektrophorese, Trennung nach Ladungsdichte
- Isotachophorese, Trennung nach elektrophoretischer Mobilität

## Geschichte
Das Free Flow Elektrophorese Verfahren wurde in den 1960er Jahren maßgeblich von Kurt Hannig am Max-Planck-Institut für Biochemie entwickelt. Es war bis in die 1980er Jahre ein standardisiertes Trennverfahren für Zellen und Organellen. Zudem wurden zahlreiche Free Flow Elektrophoreseversuche im Spacelab durchgeführt, um den Einfluss der Sedimentation im gravitationsfreien Raum zu minimieren.
Die Einführung der Durchflusszytometrie beendete teilweise die Anwendung der FFE zur Zelltrennung und die Applikationen der Free Flow Elektrophorese verlagerten sich bis heute weitgehend auf die Trennung von Partikeln, Proteinen und Peptidgemischen.
Einige Forschungsgruppen arbeiten auch an miniaturisierten FFE Systemen (µFFE) für verschiedene Einsatzzwecke.

## Aufbau der Free Flow Elektrophoreseapparatur

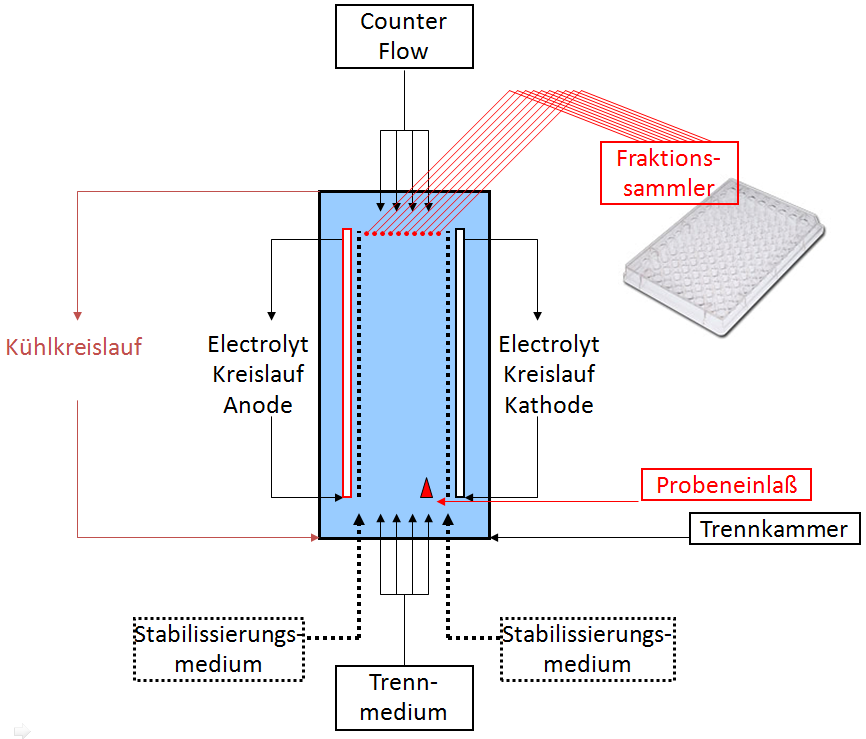
Aufbau eines Free Flow Elektrophoreseinstruments

Die Trennkammer besteht je aus einer Rückplatte und einer Frontplatte. Die Rückplatte besteht aus einem kühlbaren Aluminiumblock, der mit einer kunststoffbeschichteten und verspiegelten Glasplatte beschichtet ist. Die Frontplatte besteht üblicherweise aus Acrylglas (PMMA). Der Abstand der Platten beträgt bei kommerziellen Systemen üblicherweise 0,1 – 0,5 mm. In der Frontplatte befinden sich die Einlässe für die Trennmedien, die Probeneinlässe, die Fraktionierschläuche und die Elektroden. Die Trennmedien und Proben werden je über eine Schlauchpumpe in die Trennkammer gefördert. Wichtig hierbei ist, dass eine laminare Strömung vorliegt. Senkrecht zur Flussrichtung wird das elektrische Feld über die Elektroden aufgebaut.
Am Ende der Trennkammer wird die getrennte Probe in 96 Fraktionierschläuchen abgegriffen und in die Auffanggefäße geleitet.